# Bulu Sonik
Bulu Sonik is een bestuurslaag in het regentschap Padang Lawas van de provincie Noord-Sumatra, Indonesië. Bulu Sonik telt 667 inwoners (volkstelling 2010).